# Фельбер, Рене
Рене́ Фельбе́р (фр. René Felber; 14 марта 1933 года, Биль, кантон Берн, Швейцария — 18 октября 2020 года) — швейцарский социал-демократический политик, бывший президент.

## Биография
После обучения в Невшателе, Рене Фельбер с 1955 по 1964 год работал учителем в Домбрессоне и Ле-Локле.
В 1958 году вступил в Социал-демократическую партию, а через два года был избран в Генеральный совет Ле-Локле. Ещё через четыре года, в 1964, стал мэром Ле-Локле и был им 16 лет. Одновременно в 1965—1976 гг. был членом Большого совета (парламента) кантона Невшатель и Национального совета Швейцарии (1967—1981). В 1981 году Фельбер вошёл в кантональное правительство Невшателя, где возглавил департамент по делам финансов и церкви.
В декабре 1987 года избран в Федеральный совет (правительство) Швейцарии.
- 1 июня 1984 — 20 мая 1985 — президент Кантонального совета Невшателя.
- 9 декабря 1987 — 31 марта 1993 — член Федерального совета Швейцарии.
- 1 января 1988 — 31 марта 1993 — начальник департамента иностранных дел.
- 1 января — 31 декабря 1991 — вице-президент Швейцарии.
- 1 января — 31 декабря 1992 — президент Швейцарии.

Подал в отставку в марте 1993 года, после того как у него был диагностирован рак мочевого пузыря.
Скончался 18 октября 2020 года